# Championnats d'Europe de judo 2011
Navigation
Édition précédente Édition suivante
La 60e édition des Championnats d'Europe de judo, la 25e depuis la réunification des compétitions masculine et féminine, se déroule du 21 au 24 avril 2011 à Istanbul en Turquie. Le pays accueille pour la première fois de son histoire l'événement annuel, quelques mois après avoir accueilli les Championnats du monde par équipes à Antalya.
Appliquée pour la première fois lors des Championnats du monde 2010, l'ouverture des catégories de poids à deux quotas par nation est inaugurée lors de cette édition 2011 de la compétition continentale. La décision est prise le 27 novembre 2010 lors du 62e Congrès ordinaire de l'Union européenne de judo organisé à Kiev en Ukraine. Il en résulte un record de participation puisque 422 judokas, 254 hommes et 168 femmes, s'alignent dans l'une des sept catégories de poids, contre 297 pour l'édition 2010.
Quatre fois titrée individuellement, la France retrouve la première place finale du tableau des médailles pour la première fois depuis l'édition 2007. Deux des trois champions du monde venant du continent et présents lors de ce championnat décrochent la victoire finale. Il s'agit du Français Teddy Riner et du Grec Ilías Iliádis qui remportent chacun leur deuxième médaille d'or européenne. Par ailleurs, seuls deux judokas conservent leur titre acquis l'année précédente : le Portugais João Pina et la Roumaine Alina Alexandra Dumitru.

## Programme
| - Jeudi 21 avril : - moins de 48 kg femmes - moins de 52 kg femmes - moins de 57 kg femmes - moins de 60 kg hommes - moins de 66 kg hommes | - Vendredi 22 avril : - moins de 63 kg femmes - moins de 70 kg femmes - moins de 73 kg hommes - moins de 81 kg hommes | - Samedi 23 avril : - moins de 78 kg femmes - plus de 78 kg femmes - moins de 90 kg hommes - moins de 100 kg hommes - plus de 100 kg hommes | - Dimanche 24 avril : - par équipes femmes - par équipes hommes |

## Participants
| Nation             | Engagés | Engagés | Engagés | Épreuves |
| Nation             | Hommes  | Femmes  | Total   | Épreuves |
| ------------------ | ------- | ------- | ------- | -------- |
| Albanie            | 0       | 1       | 1       | 1        |
| Allemagne          | 9       | 11      | 20      | 15       |
| Andorre            | 1       | 1       | 2       | 2        |
| Arménie            | 5       | 1       | 6       | 5        |
| Autriche           | 5       | 2       | 7       | 6        |
| Azerbaïdjan        | 12      | 2       | 14      | 9        |
| Belgique           | 3       | 3       | 6       | 6        |
| Biélorussie        | 8       | 2       | 10      | 7        |
| Bosnie-Herzégovine | 3       | 0       | 3       | 3        |
| Bulgarie           | 4       | 2       | 6       | 5        |
| Chypre             | 3       | 0       | 3       | 3        |
| Croatie            | 1       | 3       | 4       | 4        |
| Danemark           | 1       | 0       | 1       | 1        |
| Espagne            | 5       | 7       | 12      | 12       |
| Estonie            | 6       | 1       | 7       | 7        |
| Finlande           | 4       | 2       | 6       | 5        |
| France             | 12      | 13      | 25      | 16       |
| Géorgie            | 14      | 1       | 15      | 9        |
| Grèce              | 9       | 3       | 12      | 10       |
| Hongrie            | 10      | 6       | 16      | 12       |
| Irlande            | 0       | 1       | 1       | 1        |
| Israël             | 7       | 6       | 13      | 11       |
| Italie             | 8       | 8       | 16      | 13       |

| Nation             | Engagés | Engagés | Engagés | Épreuves |
| Nation             | Hommes  | Femmes  | Total   | Épreuves |
| ------------------ | ------- | ------- | ------- | -------- |
| Lettonie           | 5       | 1       | 6       | 6        |
| Lituanie           | 4       | 1       | 5       | 5        |
| Luxembourg         | 0       | 2       | 2       | 2        |
| Macédoine          | 1       | 0       | 1       | 1        |
| Moldavie           | 9       | 2       | 11      | 8        |
| Monaco             | 1       | 0       | 1       | 1        |
| Monténégro         | 3       | 1       | 4       | 4        |
| Norvège            | 1       | 0       | 1       | 1        |
| Pays-Bas           | 6       | 9       | 15      | 10       |
| Pologne            | 11      | 6       | 17      | 15       |
| Portugal           | 3       | 5       | 8       | 7        |
| République tchèque | 4       | 2       | 6       | 6        |
| Roumanie           | 7       | 6       | 13      | 7        |
| Grande-Bretagne    | 11      | 7       | 18      | 14       |
| Russie             | 14      | 12      | 26      | 16       |
| Serbie             | 7       | 2       | 9       | 7        |
| Slovaquie          | 1       | 1       | 2       | 2        |
| Slovénie           | 3       | 7       | 10      | 9        |
| Suède              | 2       | 1       | 3       | 3        |
| Suisse             | 6       | 1       | 7       | 5        |
| Turquie            | 14      | 14      | 28      | 16       |
| Ukraine            | 11      | 12      | 23      | 16       |

## Tableau des médailles
Le tableau des médailles officiel ne prend pas en compte les deux compétitions par équipes et les pays à égalité sont départagés par leur nombre de cinquièmes et septièmes places.
| Rang  | Nation             | Or | Argent | Bronze | Total |
| ----- | ------------------ | -- | ------ | ------ | ----- |
| 1     | France             | 4  | 2      | 3      | 9     |
| 2     | Russie             | 1  | 2      | 5      | 8     |
| 3     | Hongrie            | 1  | 2      | 0      | 3     |
| -     | Portugal           | 1  | 2      | 0      | 3     |
| 5     | Azerbaïdjan        | 1  | 1      | 0      | 2     |
| -     | Pays-Bas           | 1  | 1      | 0      | 2     |
| 7     | Autriche           | 1  | 0      | 1      | 2     |
| -     | Roumanie           | 1  | 0      | 1      | 2     |
| 9     | Ukraine            | 1  | 0      | 0      | 1     |
| -     | Bosnie-Herzégovine | 1  | 0      | 0      | 1     |
| -     | Grèce              | 1  | 0      | 0      | 1     |
| 12    | Géorgie            | 0  | 2      | 2      | 4     |
| 13    | Espagne            | 0  | 1      | 1      | 2     |
| 14    | Moldavie           | 0  | 1      | 0      | 1     |
| 15    | Slovénie           | 0  | 0      | 3      | 3     |
| 16    | Allemagne          | 0  | 0      | 2      | 2     |
| -     | Italie             | 0  | 0      | 2      | 2     |
| -     | Grande-Bretagne    | 0  | 0      | 2      | 2     |
| 19    | Pologne            | 0  | 0      | 1      | 1     |
| -     | République tchèque | 0  | 0      | 1      | 1     |
| -     | Estonie            | 0  | 0      | 1      | 1     |
| -     | Turquie            | 0  | 0      | 1      | 1     |
| -     | Lettonie           | 0  | 0      | 1      | 1     |
| -     | Suède              | 0  | 0      | 1      | 1     |
| Total | Total              | 14 | 14     | 28     | 56    |

## Podiums

### Femmes
| Épreuves                          | Or                               | Argent                      | Bronze                                                |
| --------------------------------- | -------------------------------- | --------------------------- | ----------------------------------------------------- |
| Moins de 48 kg poids super-légers | Alina Alexandra Dumitru Roumanie | Éva Csernoviczki Hongrie    | Frédérique Jossinet France Laëtitia Payet France      |
| Moins de 52 kg poids mi-légers    | Pénélope Bonna France            | Joana Ramos Portugal        | Ana Carrascosa Espagne Sophie Cox Royaume-Uni         |
| Moins de 57 kg poids légers       | Sabrina Filzmoser Autriche       | Telma Monteiro Portugal     | Irina Zabludina Russie Corina Oana Caprioriu Roumanie |
| Moins de 63 kg poids mi-moyens    | Gévrise Emane France             | Anicka Van Emden Pays-Bas   | Hilde Drexler Autriche Urška Žolnir Slovénie          |
| Moins de 70 kg poids moyens       | Edith Bosch Pays-Bas             | Cecilia Blanco Espagne      | Lucie Décosse France Erica Barbieri Italie            |
| Moins de 78 kg poids mi-lourds    | Audrey Tcheuméo France           | Lucie Louette France        | Luise Malzahn Allemagne Ana Velensek Slovénie         |
| Plus de 78 kg poids lourds        | Ielena Ivachtchenko Russie       | Anne-Sophie Mondière France | Tea Dongouzachvili Russie Lucija Polavder Slovénie    |

### Hommes
| Épreuves                          | Or                            | Argent                     | Bronze                                                 |
| --------------------------------- | ----------------------------- | -------------------------- | ------------------------------------------------------ |
| Moins de 60 kg poids super-légers | Georgii Zantaraia Ukraine     | Betkil Shukvani Géorgie    | Arsen Galstyan Russie Elio Verde Italie                |
| Moins de 66 kg poids mi-légers    | Miklós Ungvári Hongrie        | Tarian Karimov Azerbaïdjan | Alim Gadanov Russie Colin Oates Royaume-Uni            |
| Moins de 73 kg poids légers       | João Pina Portugal            | Murat Kodsokov Russie      | Vanlioglu Hasan Turquie Jaromir Jezek Tchéquie         |
| Moins de 81 kg poids mi-moyens    | Elnur Mammadli Azerbaïdjan    | Sergiu Toma Moldavie       | Ole Bischof Allemagne Sirazhudin Magomedov Russie      |
| Moins de 90 kg poids moyens       | Ilías Iliádis Grèce           | Kirill Denisov Russie      | Marcus Nyman Suède Varlam Liparteliani Géorgie         |
| Moins de 100 kg poids mi-lourds   | Amel Bekic Bosnie-Herzégovine | Levan Zhorzholiani Géorgie | Jevgeņijs Borodavko Lettonie Irakli Tsirekidze Géorgie |
| Plus de 100 kg poids lourds       | Teddy Riner France            | Barna Bor Hongrie          | Martin Padar Estonie Janusz Wojnarowicz Pologne        |

### Par équipes
Les deux compétitions se déroulent le 24 avril 2011. Douze équipes masculines et douze équipes féminines s'alignent dans ce championnat par équipes. Chaque opposition propose un duel entre deux pays représentés par cinq judokas répartis par catégorie de poids : moins de 66 kg, moins de 73 kg, moins de 81 kg, moins de 90 kg et plus de 90 kg pour les hommes ; moins de 52 kg, moins de 57 kg, moins de 63 kg, moins de 70 kg et plus de 70 kg pour les femmes.
Après s'être défait de l'Espagne (5-0) et du Royaume-Uni (3-2), les Ukrainiens accèdent à la finale en écartant les Géorgiens, tenants du titre, en demi-finale. Lors de la finale, ils battent les Français, trois victoires contre deux. Le tournoi féminin voit la victoire finale de la France. Vainqueurs du Royaume-Uni (4-1) et de la Turquie (4-1), les Françaises s'imposent en finale trois victoires à deux contre l'Allemagne. Les quatre premières nations classées obtiennent leur qualification pour l'épreuve par équipes prévue quelques mois plus tard lors des Championnats du monde 2011, se tenant à Paris. La France étant qualifiée d'office en tant que pays organisateur, une place qualificative est attribuée au cinquième pays dans chaque classement final puisque les deux équipes de France montent sur le podium.
| Épreuves | Or                                                                                        | Argent                                                                                  | Bronze |
| -------- | ----------------------------------------------------------------------------------------- | --------------------------------------------------------------------------------------- | --- |
| Hommes   | Ukraine Serhiy Drebot Volodymyr Soroka Artem Vasylenko Roman Gontyuk Stanislav Bondarenko | France David Larose Benjamin Darbelet Loïc Piétri Matthieu Dafreville Teddy Riner       | Géorgie Shalva Khardava Nugzari Tatalashvili Avtandil Tchrikishvili Varlam Liparteliani Zviadi Khanjaliashvili Allemagne Robert Kopiske Christopher Voelk (en) Sven Maresch (cs) Christoph Lambert Dimitri Peters |
| Femmes   | France Pénélope Bonna Automne Pavia Gévrise Emane Lucie Décosse Anne-Sophie Mondière      | Allemagne Romy Tarangul Viola Waechter Claudia Malzahn Iljana Marzok (de) Luise Malzahn | Turquie Aynur Samat Nazlican Ozerler Selda Karadag Busra Katipoglu Gülşah Kocatürk Ukraine Mariia Buiok Tetiana Levytska Oksana Didenko Nataliya Smal Iryna Kindzerska                                            |